# Abbaye de Fontguilhem
L'abbaye de Fontguilhem est une ancienne abbaye catholique située à Masseilles, dans le département de la Gironde, en France.

## Localisation
Les bâtiments sont situés dans le sud du territoire communal, à environ 250 m. au sud de la route départementale D10 (Auros au nord-ouest et Grignols au sud-est) et à environ 3 km au nord-ouest cette dernière ville.

## Historique
Fondée en 1124  à proximité d'une source qui lui a donné son nom (la fontaine de Guillaume) elle passe en 1247 dans l'ordre de Cîteaux comme fille de Cadouin. Cette abbaye cistercienne bénéficia aux XIIe et XIIIe siècles de la protection des rois d'Angleterre, puis au début du XIVe siècle de celle de Clément V qui accorde en 1309 des indulgences à tous ceux qui, participent à la construction d'une nouvelle église et d'un nouveau cloître. L'abbaye fut remaniée aux XVIIe et XVIIIe siècles mais ne comptait plus en 1768 que deux religieux et fut vendue comme bien national en 1793.  Les acquéreurs réparèrent le palais abbatial, aménagé aux XVIIe et XVIIIe siècles dans le bâtiment des convers. Une partie des bâtiments conventuels, dont la sacristie, deviennent une ferme et le reste de l'abbaye, dont l'église, à construire le bourg voisin de Grignols. 

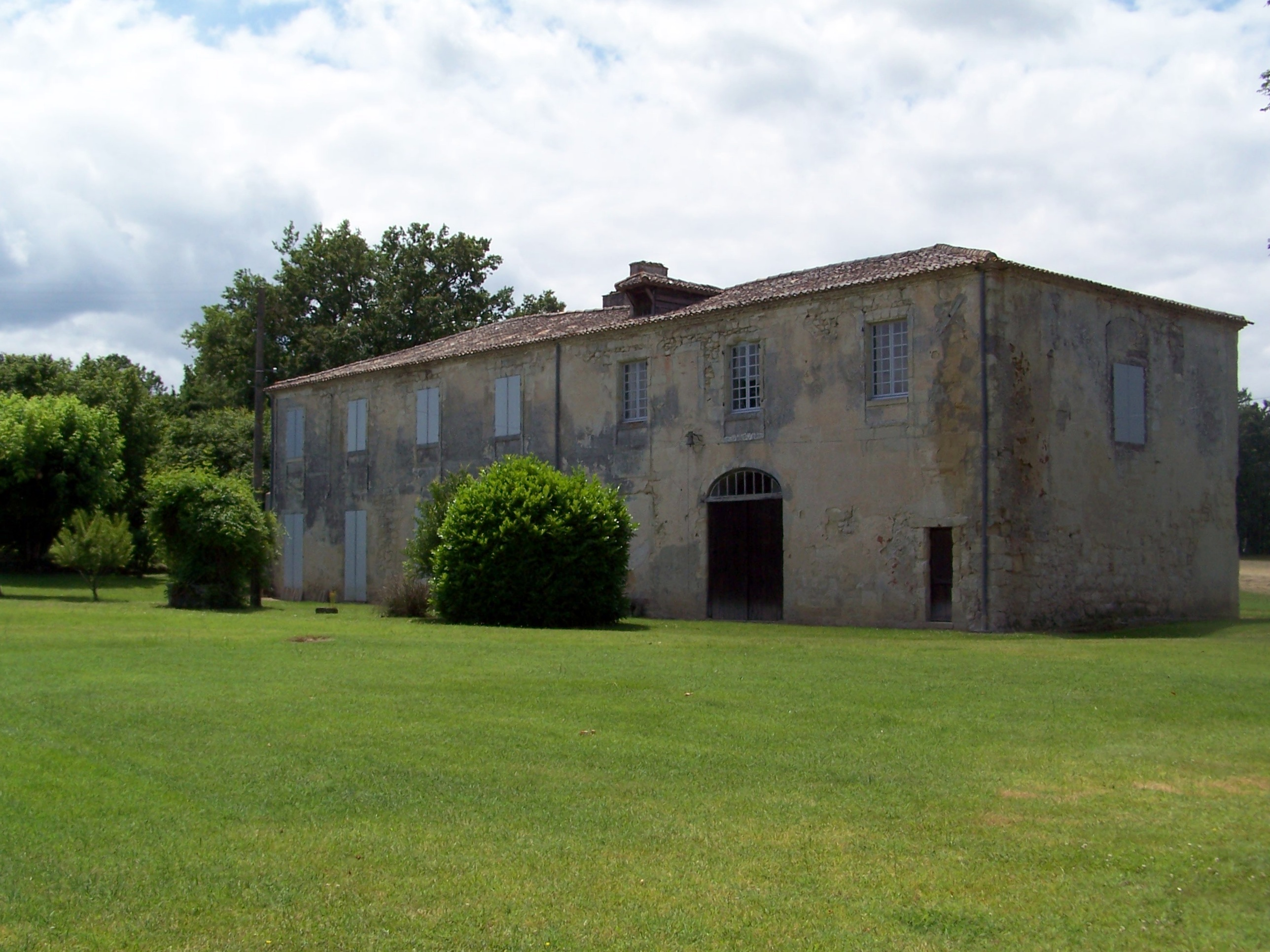
Façade est du bâtiment principal (juil. 2012).
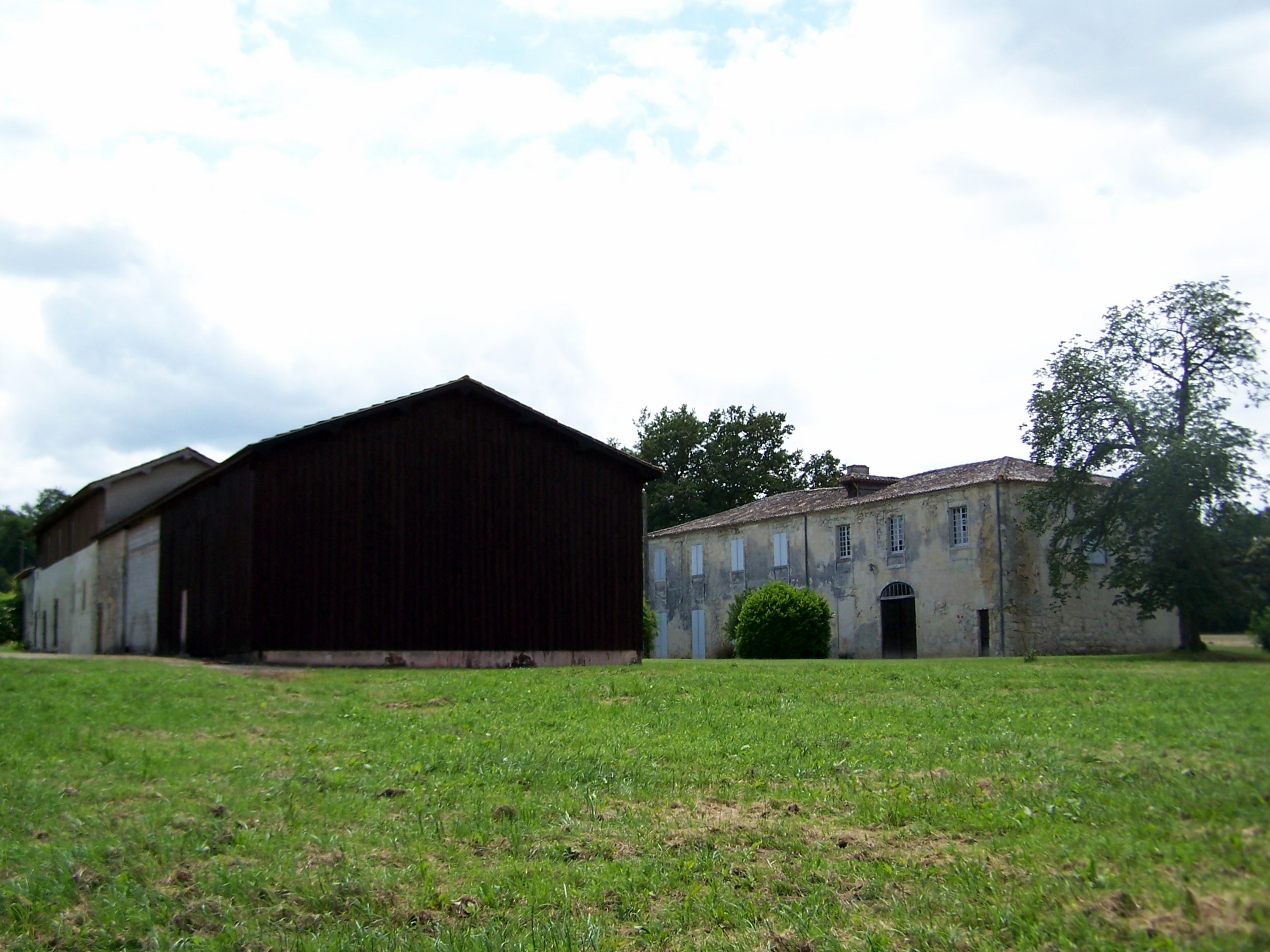
Vue d'ensemble des bâtiments (juil. 2012).

## Architecture et description
L'abbaye est inscrite au titre des monuments historiques par arrêté du 24 décembre 1993. Elle comprend aujourd'hui deux ensembles de bâtiments :
- au sud-ouest, une partie du palais abbatial, (XVIIe-XVIIIe), avec un portail en fer forgé dû à Blaise Charlus. À l'intérieur, au rez de chaussée, la salle à manger a conservé une partie de son décor Louis XVI. Au premier un long couloir dessert les anciennes cellules transformées en chambres, et s'achève sur le « balcon de l'Abbé ».
- le bâtiment du nord-est garde les vestiges médiévaux les plus visibles de l'ancienne abbaye dont une pièce voûtée en berceau surbaissé et éclairée par deux fenêtres en plein cintre.

Le tracé des allées du domaine remonte probablement au XVIIIe, voire au XVIIe siècle.

## Filiation et dépendances
Fontguilhem est fille de l'abbaye Notre-Dame de Gondon.